# Skogstibble skjutfält
Skogstibble skjutfält är ett militärt övnings- och skjutfält som ligger 25 kilometer sydväst om Uppsala i Uppsala län. 

## Historik
Marken till skjutfältet överläts 1970 av Uppsala kommun, då staden önskade att utbildning i skjutning med skarp ammunition, samt min- och sprängtjänst upphörde vid Hågadalens skjutfält. Fältet motsvarade inledningsvis en yta på 700 ha, men har senare utökats till 936 hektar. Skjutfältet används av bland annat Ledningsregementet (LedR). Förslag har väckts på att avveckla Skogstibble skjutfält, då det anses finnas för många militära fält i mälardalsområdet. Den 1 januari 2007 upphörde skarpskjutning på fältet, då det klassades som ett övningsfält. Fältet fortsätta vara militärt övningsfält och användes främst som grupperingsområde för förband från Ledningsregementet i Enköping. Från hösten 2022 klassas fältet åter som ett skjutfält, då skjutning med skarp, finkalibrig ammunition åter blir tillåten.